# Turgistan
 (mars 2020).
Le Turgistan (également orthographié Turan, Turestan) était une province de l'Empire sassanide située dans l'actuel Pakistan. Le Turgistan bordait le Paradan à l'ouest, l'Inde à l'est, le Sakastan au nord et Makuran au sud. La province était gouvernée par le Sakanshah.